# Свідки Єгови в Румунії

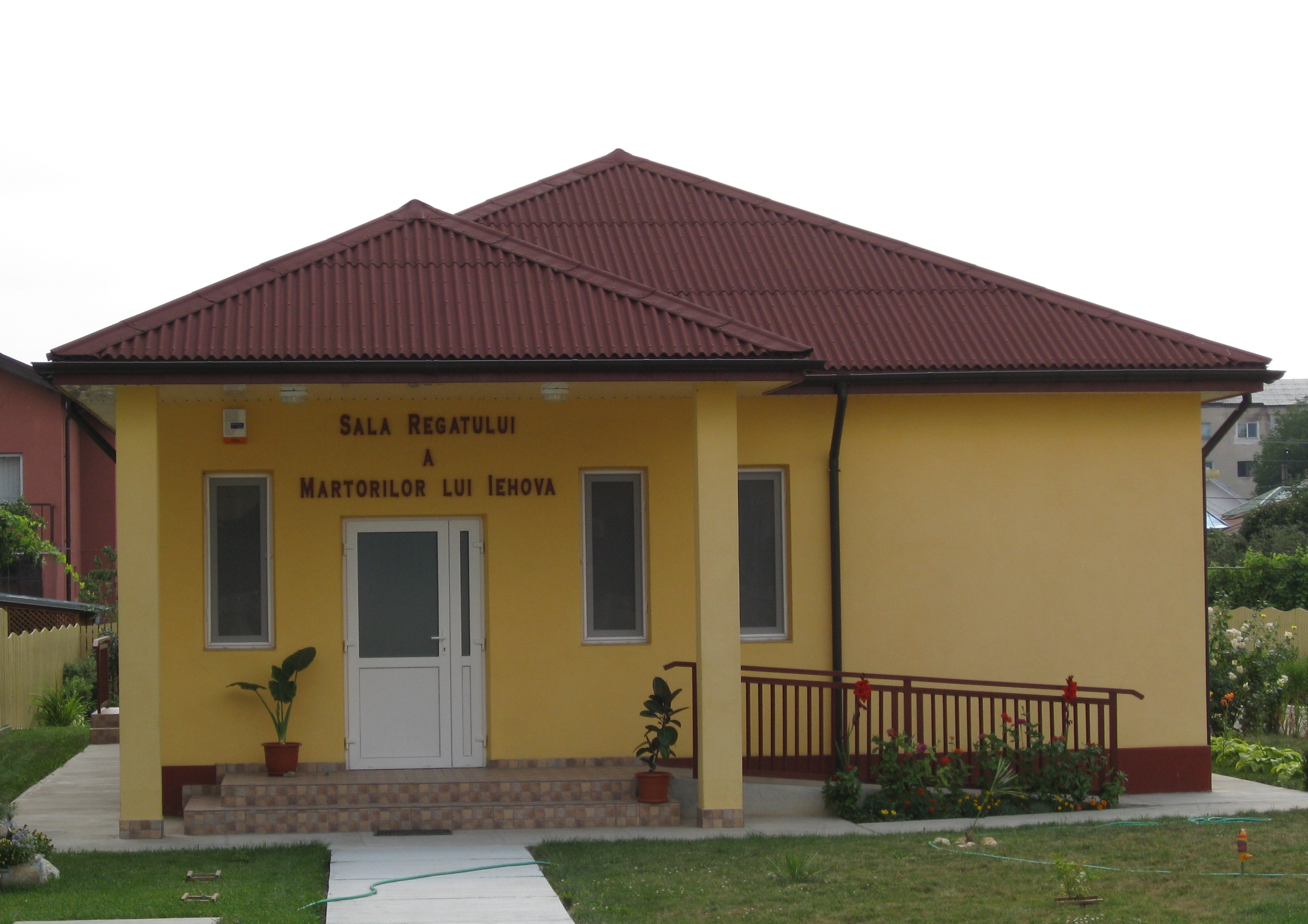
Зал Царства свідків Єгови в Тирговіште

Асоціація Свідків Єгови Румунії (рум. Organizația Religioasă «Martorii lui Iehova» din România) — офіційна назва, що використовується Свідками Єгови, які проживають у Румунії. Основний офіс відкритий в Бухаресті. Свідки Єгови є однією з вісімнадцяти офіційно визнаних релігійних конфесій у країні. Згідно з національним переписом, проведеним 2011 року, в Румунії налічувалося 49 820 прихильників цієї церкви, що ставило її на десяте місце в країні. Кожна конгрегація румунських Свідків Єгови контролюється групою старійшин, призначуваних Адміністративною радою Свідків Єгови; журнали «Вартова башта» і «Пробудись!» публікуються й румунською мовою. Станом на 2021 рік в Румунії було 39 785 прихильників асоціації.

## Історія

### Заснування і міжвоєнний період
Групи Дослідників Біблії вперше з'явилися в сучасній Румунії завдяки угорським місіонерам, що діяли в Трансільванії. Зокрема, два емігранти, які 1911 року повернулися зі Сполучених Штатів Америки в своє рідне місто — Тиргу-Муреш (Марошвашархей) — змогли навернути в нову віру декого з місцевих угорців. Вони опублікували перше видання «Вартової башти» угорською мовою 1914 року, а перша румунська версія вийшла через два роки, також в Тиргу-Муреші.
Подібні групи були активні і в «Старому Румунському королівстві» (рум. Vechiul Regat) у період до Першої світової війни, а в сучасній Румунії продовжують існувати групи, звані «Дослідники Біблії». 1920 року Івана Сіму, колишнього греко-католика, направлено в регіон зі США з метою організації громади, яка розділилася на чотири групи в 1930-х роках. Після приєднання Трансільванії і Буковини до Румунії, 1918 року, штаб свідків Єгови переїхав до міста Клуж, де через два роки з'явилося перше «товариство Вартової Башти» — воно складалося переважно з угорців. Товариство діяло як регіональний центр, координуючи діяльність на території Угорщини, Югославії, Болгарії та Албанії. Від 1931 року, після низки розбіжностей в американському керівництві руху Дослідників Біблії, ті, хто залишився асоційованим з товариством Вартової Башти, стали відомі як свідки Єгови.
У міжвоєнний період уряд Великої Румунії послідовно ввів низку заборон на діяльність групи в країні. Перша з них припала на 1926 рік: група тоді вважалася «відхиленням» від християнства і була «додатковим головним болем» для регіональної влади, що вважала її екстремістською. У цей момент «Вартову башту» було заборонено, що стало лише частиною більш широкої діяльності уряду щодо скорочення видавничої діяльності групи.
До початку 1930-х років тиск влади ослаб, і штаб Свідків перемістився до Бухареста, в рамках переходу до діяльності у східній та південній Румунії. Серед новонавернених у ті роки були православні українці і серби, а також — румунські адвентисти сьомого дня в Молдавії. Група була знову легалізована 1933 року: заявка на реєстрацію, як акціонерного товариства, вимагала у той час наявності 2000 членів.
Наступна заборона з'явилася 1937 року, коли в країні зміцнився авторитарний режим короля Кароля II. У законодавчому акті, прийнятому з цього приводу кабінетом міністрів Ґеорґе Тетереску, свідки Єгови були визначені як одне з «релігійних об'єднань і сект», діяльність яких на румунській землі заборонялася: до цього списку також потрапили п'ятидесятники, Церква Бога апостольської віри, назаряни і низка інших релігійних об'єднань.
Внаслідок масової відмови від військової служби «за переконаннями», Свідки Єгови зазнавали переслідувань під час Другої світової війни за режиму Іона Антонеску. Одного з лідерів, Мартіна Мадьяроші, заарештовано у вересні 1942 року, а потім та ж доля спіткала й іншого керівника — Памфіла Альбу. Кілька свідків Єгови з Північної Трансільванії були інтерновані у табір для військовополонених у сербському місті Бор, поряд з євреями і адвентистами.

### Комуністична ера і подальші події
Після серпневих подій 1944 року, король Міхай I повернув свідків у їх статус від 1933 року, а додатковий захист від переслідування вони отримали, коли в липні 1945 року були зареєстровані як юридична особа. У 1945—1946 роках Свідкам дозволялося відкрито публікувати свою літературу румунською мовою. Проте вже 1948 року їх діяльність знову заборонили, коли новий румунський (комуністичний) режим виключив їх зі списку офіційних релігійних громад.
Іншу заборону було введено 1949 року постановою уряду і вже в серпні офіс громади в Бухаресті закрили, а його допоміжні будівлі та обладнання конфіскували. Група в ті роки відверто критикувала висловлювання церковних лідерів і дії соціальних і політичних інституцій країни — подібні заяви комуністичний режим вважав підривними. Додатковим фактором була протидія членів громади військовій службі, що сприймалося посадовими особами як негативне ставлення до румунської держави в цілому.
Тісні зв'язку руху зі Сполученими Штатами також у ті роки стали проблематичними: у часи Холодної війни членів громади обвинувачували в шпигунстві на користь «ворожої наддержави». В той період група налічувала близько 15 000 членів. Низку лідерів, а також і рядових вірян, було ув'язнено за звинуваченнями, що включали публічне підбурювання, поширення заборонених матеріалів і змову проти громадського порядку, а також ухилення від призову. Керівництво Свідків визнано винним у шпигунстві в рамках «англо-американської мережі».